# Weather Diaries
Weather Diaries es el quinto álbum de estudio de la banda de rock inglesa Ride. Fue lanzado el 16 de junio de 2017 y es el primero del grupo desde Tarantula de 1996. El disco fue producido por el DJ inglés Erol Alkan y mezclado por el antiguo colaborador de Ride, Alan Moulder.

## Lanzamiento
El álbum fue apoyado por dos sencillos: «Charm Assault», lanzado el 21 de febrero de 2017, y «Home Is a Feeling» publicado al día siguiente.
La edición japonesa presentó como canción extra la edición remix de «Home Is a Feeling», la que también incluía un bolso de edición limitada.

## Recepción
Las críticas fueron en gran medida positivas. Spin sintió que el álbum tenía menos shoegaze y era de un sonido simplificado en comparación con los primeros álbumes. El sitio Three Imaginary Girls elogió la composición, diciendo que el álbum era "... memorable y coherente".

## Lista de canciones
| N.º   | Título                   | Duración |  |
| 1.    | «Lannoy Point»           | 5:58     |  |
| 2.    | «Charm Assault»          | 4:12     |  |
| 3.    | «All I Want»             | 3:57     |  |
| 4.    | «Home Is a Feeling»      | 3:19     |  |
| 5.    | «Weather Diaries»        | 6:59     |  |
| 6.    | «Rocket Silver Symphony» | 5:24     |  |
| 7.    | «Lateral Alice»          | 2:55     |  |
| 8.    | «Cali»                   | 6:29     |  |
| 9.    | «Integration Tape»       | 2:26     |  |
| 10.   | «Impermanence»           | 4:23     |  |
| 11.   | «White Sands»            | 6:08     |  |
| 52:10 |                          |          |  |

Japanese Bonus Track
| N.º | Título                                                                          | Duración |  |
| 12. | «Home Is A Feeling Remix (A Creamy Crambled Suite For A Ride, by Babe, Terror)» | 25:44    |  |

## Personal
Ride
- Mark Gardener – voz principal, guitarra
- Andy Bell – voces, guitarra
- Steve Queralt – bajo
- Laurence "Loz" Colbert – batería, percusión, voces on «Rocket Silver Symphony»

Producción
- Erol Alkan – producción
- Alan Moulder – mezcla
- Claudio Szynkier as Babe, Terror – remix, japanese bonus track

## Posición en las listas de éxito
| Lista (2017)                    | Posición más alta |
| ------------------------------- | ----------------- |
| Bélgica (Ultratop flamenca)     | 75                |
| Bélgica (Ultratop valona)       | 63                |
| Irlanda (IRMA)                  | 53                |
| Japón (Oricon)                  | 39                |
| Escocia (Scottish Albums Chart) | 12                |
| Reino Unido (UK Albums Chart)   | 11                |